# Чудов Михайло Семенович
Михайло Семенович Чудов (17 вересня 1893, село Хонєєво Бєжицького повіту Тверської губернії, тепер Сонковського району Тверської області, Російська Федерація — розстріляний 30 жовтня 1937, місто Москва, тепер Російська Федерація) — радянський партійний діяч, 1-й секретар Північно-Кавказького крайового комітету ВКП(б), відповідальний секретар Тверського губернського комітету РКП(б), відповідальний секретар Донського окружного комітету ВКП(б), 2-й секретар Ленінградського обласного комітету ВКП(б). Член ВЦВК, ЦВК СРСР. Кандидат у члени ЦК РКП(б) у 1923—1925 роках. Член ЦК ВКП(б) у 1925—1937 роках. 

## Життєпис
Народився в селянській родині. У 1906 році закінчив чотирикласну церквноприходську школу в селі Хонєєво Бєжицького повіту.
У 1906—1910 роках — учень в друкарні і палітурній майстерні Улемана в місті Санкт-Петербурзі.
З 1911 року — підмайстер в друкарнях «Суспільна користь», Тілля, Шварца та інших в Санкт-Петербурзі.
Член РСДРП(б) з листопада 1913 року.
У 1915 році служив у російській армії, дезертирував. З 1915 по березень 1917 року проживав у Фінляндському князівстві. Під час Лютневої революції 1917 року повернувся до Петрограда.
У 1917 році — в Центрофлоті, голова Спілки працівників друкарні Морського міністерства, член правління Спілки друкарів, комісар друкарні Морського міністерства, член Революційного штабу Морського міністерства, член Морського військово-революційного штабу в Петрограді.
У 1918 році — голова Бежецького повітового партійного бюро РКП(б) Тверської губернії. У липні 1918 року — голова Бежецького революційного комітету Тверської губернії. У серпні 1918 — серпні 1920 року — голова Бежецького повітового комітету РКП(б) і голова виконавчого комітету Бежецької повітової ради Тверської губернії.
31 серпня 1920 — 26 квітня 1922 року — голова виконавчого комітету Тверської губернської ради.
23 березня 1922 — 5 травня 1925 року — відповідальний секретар Тверського губернського комітету РКП(б).
У травні 1925 — листопаді 1926 року — відповідальний секретар Донського окружного комітету ВКП(б).
У листопаді 1926 — січні 1928 року — 1-й секретар Північно-Кавказького крайового комітету ВКП(б).
У лютому 1928 — 13 грудня 1931 року — 2-й секретар, завідувач організаційного сектора Ленінградського обласного комітету ВКП(б).
13 грудня 1931 — червень 1932 року — 2-й секретар Ленінградського міського комітету ВКП(б).
У червні 1932 — 15 червня 1936 року — 2-й секретар Ленінградського обласного комітету ВКП(б).
У червні 1936 — червні 1937 року — голова Всесоюзної ради республіканських центрів промислової кооперації (Всекопромради).
28 червня 1937 року заарештований органами НКВС. Постановою Червневого (1937) пленуму ЦК ВКП(б) виведений зі складу членів ЦК ВКП(б). Засуджений Військовою колегією верховного суду СРСР 29 жовтня 1937 року до розстрілу, розстріляний наступного дня. Похований на Донському цвинтарі Москви.
У березні 1956 року реабілітований і посмертно відновлений у партії.